# موريس ميتشيل
موريس ميتشيل (بالإنجليزية: Maurice Mitchell)‏ هو منافس ألعاب قوى أمريكي، ولد في 22 ديسمبر 1989 في كانساس سيتي في الولايات المتحدة.

## وصلات خارجية
- موريس ميتشيل على موقع الاتحاد الدولي لألعاب القوى (الإنجليزية)
- موريس ميتشيل على موقع الدوري الماسي (الإنجليزية)
- موريس ميتشيل على موقع TFRRS.org (الإنجليزية)
- موريس ميتشيل على موقع TFRRS.org (الإنجليزية)
- موريس ميتشيل على موقع أوليمبيديا (الإنجليزية)
- موريس ميتشيل على موقع اللجنة الأولمبية والبارالمبية الأمريكية (الإنجليزية)